# 卡梅洛·莫雷洛斯
卡梅洛·多米纳多·弗洛雷斯·莫雷洛斯（英語：Carmelo Dominador Flores Morelos，1930年12月12日—2016年9月17日），是菲律宾天主教主教团主席，天主教三宝颜总教区大主教。